# Himno Nacional Mexicano

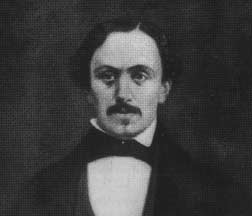
Francisco González Bocanegra

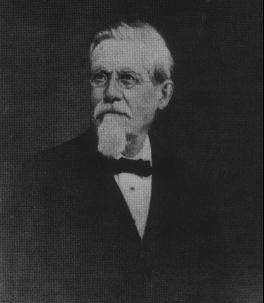
Jaume Nunó i Roca

L'himne nacional mexicà, Himno Nacional Mexicano, va ser escrit per Francisco González Bocanegra el novembre de 1853 i la música va ser composta pel català Jaume Nunó, l'agost de 1854.

## Breu Història
El 1853, el president Antonio López de Santa Anna va convocar un concurs per a la creació de l'himne nacional. La convocatòria oferia un preu "a la millor composició poètica que pugui servir de lletra a un cant veritablement patriòtic". Es va fixar un termini de vint dies per a presentar el treball.
Francisco González Bocanegra, un poeta talentós, no estava interessat a participar en el concurs. Raonava que escriure poemes per a la dona estimada era una cosa molt diferent a escriure la lletra de l'himne d'una nació i no volia participar malgrat la constant insistència de la seva promesa, Guadalupe González de Pi, i els seus amics. No obstant això, la seva promesa sense desanimar-se per la contínua falta d'interès de Francisco, va decidir prendre cartes en l'assumpte. Usant un pretext, va guiar Francisco a una cambra aïllada en la seva casa, i l'hi va tancar, i no li va permetre sortir-ne fins que lliurés una composició per al concurs. Després de quatre hores d'abundant inspiració, Francisco va ser capaç d'obtenir la seva llibertat a canvi de deu estrofes que li va passar per sota de la porta, estrofes que posteriorment van guanyar la competició.
Més tard, a l'agost de 1854, es va seleccionar la música composta pel català de naixença Jaume Nunó, un inspector de bandes militars, com a acompanyament de la lletra de Francisco.
L'himne va ser cantat per primera vegada oficialment el 16 de setembre d'aquest mateix any (dia de la independència), sota la batuta de Jaume Nunó, interpretat per la soprano Balbina Steffenone i el tenor Lorenzo Salvi. Francisco González Bocanegra i Guadalupe González del Pi, en aquells dies ja casats, van assistir a l'esdeveniment.

## L'himne en castellà i la traducció al català
La versió original de 10 estrofes va ser reduïda a quatre el 24 de febrer, 1984. Usualment només es canten la primera i l'última estrofa. La tornada es canta al començament, després de la primera estrofa i després de l'última.
| Coro Mexicanos, al grito de guerra El acero aprestad y el bridón, Y retiemble en sus centros la tierra Al sonoro rugir del cañón.                    | Tornada Mexicans, al crit de guerra Afanyeu l'acer i el bridó I tremoli en els seus centres la terra Amb el sonor rugir del canó.                          |
| Estrofas I Ciña ¡Oh Patria! tus sienes de oliva de la paz el arcángel divino, que en el cielo tu eterno destino por el dedo de Dios se escribió.     | Estrofes I Cenyeixi, ¡Oh Pàtria! les teves temples d'oliva l'arcàngel diví de la pau que al cel el teu etern destí pel dit de Déu s'escrigué.              |
| Mas si osare un extraño enemigo profanar con su planta tu suelo, piensa ¡Oh Patria querida! que el cielo un soldado en cada hijo te dio.             | Mes si gosés un estrany enemic profanar el teu sòl amb la seva planta pensa ¡Oh Pàtria benvolguda! que el cel un soldat en cada fill et donà.              |
| II ¡Guerra, guerra sin tregua al que intente de la patria manchar los blasones! ¡guerra, guerra! los patrios pendones en las olas de sangre empapad. | II ¡Guerra, guerra sense treva al que intenti de la pàtria tacar els blasons! ¡guerra, guerra! xopeu els pendons patriòtics en les ones de sang.           |
| ¡Guerra, guerra! en el monte, en el valle, los cañones horrísonos truenen y los ecos sonoros resuenen con las voces de ¡Unión! ¡Libertad!            | ¡Guerra, guerra! al mont, a la vall, els canons de terrible so tronin i els ecos sonors ressonin ¡amb les veus d'Unió! ¡Llibertat!                         |
| III Antes, Patria, que inermes tus hijos bajo el yugo su cuello dobleguen, tus campiñas con sangre se rieguen, sobre sangre se estampe su pie.       | III Pàtria, abans que els teus fills inermes el seu coll dobleguin sota el jou, que les teves forests amb sang es reguin, sobre sang s'estampi el seu peu. |
| Y tus templos, palacios y torres se derrumben con hórrido estruendo, y sus ruinas existan diciendo: de mil héroes la patria aquí fue.                | I els teus temples, palaus i torres s'esfondrin amb un hòrrid baluern, i les seves ruïnes existeixin dient: la pàtria de mil herois aquí fou.              |
| IV ¡Patria! ¡Patria! tus hijos te juran exhalar en tus aras su aliento, si el clarín con su bélico acento los convoca a lidiar con valor.            | IV ¡Pàtria! ¡Pàtria! els teus fills et juren exhalar en el teu honor el seu alè, si el clarí amb el seu bèl·lic accent els convoca a lluitar amb valor.    |
| Para ti las guirnaldas de oliva; ¡un recuerdo para ellos de gloria! ¡un laurel para ti de victoria; ¡un sepulcro para ellos de honor!                | Per a tu les garlandes d'oliva ¡un record per a ells de glòria! ¡un llorer per a tu de victòria; ¡un sepulcre per a ells d'honor!                          |

## Himne nacional en llengües indígenes
La legislació mexicana ha reconegut les llengües indígenes de Mèxic com a llengües nacionals, i la constitució permet la traducció i l'execució de l'himne nacional en les diverses llengües des del 2005. Aquest és la tornada de l'himne en llengua otomí:
Me'manda bu ts'ohn'i gui ntuhni,
Hñocju 'bu co ri nzafi ne ri fanihu.
Gue dá nhuat'i mbo ja ra ximhai,
De yá ngani ya danga nzafi.